# Соната для виолончели и фортепиано (Дебюсси)
Соната для виолончели и фортепиано ре минор (также Первая соната, фр. Première Sonate) CD 144 (L 135) — сочинение Клода Дебюсси, написанное в 1915 году в рамках неоконченного цикла «Шесть сонат для разных инструментов, сочиненных Клодом-Ашилем Дебюсси, французским музыкантом».
Соната имеет трёхчастную структуру:
I. Prologue: Lent, sostenuto e molto risoluto
II. Sérénade: Modérément animé
III. Final: Animé, léger et nerveux
Две последние части играются attacca (без перерыва).

## Условия создания сонаты
Дебюсси дал новое направление музыкальной мысли не только в области оперы и симфонической музыки, но и в произведениях для фортепиано и, особенно, в камерном ансамбле. Период Дебюсси и Равеля в камерной музыке можно определить как синтезирующий, включающий большое количество разных элементов — от романтических до «кучкистских» и импрессионистских, объединённых безупречным художественным вкусом и необычайным по тонкости мастерством.
Ярким примером является соната для виолончели с фортепиано Дебюсси. Она показывает в сплетении совершенно различные художественные устремления Дебюсси: характерные особенности французского импрессионизма в сочетании с испанской музыкальной основой. То новое, что искал Дебюсси, — возрождение французской музыкальной традиции. Это чувствуется в лёгкости, изысканности исполнительских средств, изяществе в стилизации танцевальных ритмов, в стремлении к сюитности. Как отмечала В. Д. Конен,

Дебюсси первый услышал «ориентальное» начало в испанском фольклоре. Такие произведения, как «Вечер в Гренаде», «Прерванная серенада», «Ворота Альгамбры», «Danse profane» и, прежде всего, сюита «Иберия» преломляют это начало в духе новейшей современности и в рамках утонченного стиля Дебюсси.

В то же время сонате в сильной степени отразилась тревожная атмосфера предвоенного времени и начала Первой мировой войны.

## Замысел и характерные особенности сонаты
В 1915 году Дебюсси задумал цикл произведений под названием «Шесть сонат для разных инструментов, сочиненных Клодом-Ашилем Дебюсси, французским музыкантом». Написать удалось только три: сонату для виолончели и фортепиано, сонату для флейты, альта и арфы и сонату для скрипки и фортепиано. На титульном листе каждой из них было помещено, по желанию автора, стилизованное под издание XVIII века заглавие. Кроме того, имелись добавления такого рода: «Первая, для виолончели с фортепиано. Следующая будет для флейты, альта и арфы». Даже адрес издательства давался в старинном стиле: «В Париже у Дюрана, около церкви Мадлен». Воспроизводя обложки времен Куперена и Рамо, Дебюсси как бы подготавливал исполнителя и слушателя к своему творческому замыслу, ратовал за обращение к дорогой ему музыкальной традиции, идущей от Куперена и Рамо, призывал к возрождению французских истоков мелодии, ритма, истинных французских черт — ясности, легкости, точности, причудливости.
Дебюсси возобновляет также приемы старинных французских мастеров XVI—XVIII веков. Его музыка — искусство тонких и многообразных оттенков, звуковых переливов, игры тембров.

## Структура сонаты
Соната Дебюсси — плод зрелого творчества композитора — состоит из мечтательно импровизационного Пролога, красочно гротескной Серенады и полного жизни и ярких контрастов Финала. Это своего рода «театральная» сюита, стройная по форме и содержащая элементы программности.
Размер частей увеличивается от начала сонаты и до конца, это также касается и темпа каждой части. Первая — Lento, вторая — Modérément animé и, самая подвижная, третья — Animé. Во второй части изменения происходят даже внутри — начинается часть в темпе Modérément, а в середине другой темп — Vivace, затем возвращается первоначальный.
Дебюсси раскрывает свой замысел не только с помощью тематизма и фактуры, но и за счет штрихов. Это произведение ближе к сюите, чем к сонате, что компенсируется за счёт виолончельных приемов. Здесь очень много возможностей в отношении быстро сменяющих друг друга штрихов и артикуляции. В сонате используется разнообразная пассажная штриховая техника, чередование pizzicato и arco, pizzicato glissando, flautando, игра у грифа и другие красочные приёмы, которые подчеркивают культ изменчивости состояний, движения, капризность музыки. Характерная черта — использование в партии виолончели крайних регистров.
Первая часть (Lento sostenuto e molto risoluto) названа автором «Пролог». Поэтичный и декламационный по складу Пролог, написанный в трехчастной форме, является скорее рапсодией или импровизацией. Он начинается с интродукции фортепиано в духе речитатива. Серенада и Финал идут без перерыва и воплощают мимолетные контрастные впечатления. В письме к издателю Ж. Дюрану композитор писал 5 августа 1915 года:

Не мне судить о её совершенстве, но я люблю её пропорции и форму — почти классическую в хорошем смысле слова.

## Первое исполнение. Различные интерпретации сонаты
Первое исполнение сонаты состоялось в Лондоне 4 марта 1916 года (Чарльз Уорик Эванс и Этель Хобдей). 24 марта 1917 г. соната впервые прозвучала во Франции в рамках персонального концерта Дебюсси, лично аккомпанировавшего виолончелисту Жозефу Сальмону. 
Беседуя в 1915 году с Морисом Марешалем, который в дальнейшем считался непревзойденным интерпретатором сонаты, композитор рассказал, что, сочиняя Серенаду, он представлял себе марионетку Пьеро, на какое-то время получившую возможность изображать человеческие чувства, чтобы вскоре, однако, вернуться к своему равнодушному облику. И, действительно, в музыке слышатся и интонации человеческого голоса, и гротеск, и лирика, и танцевальность.
В настоящее время соната входит в репертуар большинства видных виолончелистов. Среди французских виолончелистов XX века заслуженной мировой славой пользуются младшие современники Мориса Марешаля Пьер Фурнье, Андре Наварра, Поль Тортелье, Морис Жандрон. В России сонату Дебюсси играли Мстислав Ростропович, Даниил Шафран, Марк Флидерман и другие.